# Kurt von Priesdorff
Wilhelm Werner Kurt von Priesdorff (né le 19 octobre 1881 à Berlin et mort le 5 septembre 1967 à Naumbourg) est un major prussien, conseiller privé, historien militaire et auteur.

## Famille
Kurt vient d'une famille noble de Bohême et est le fils du major prussien Louis von Priesdorff (1838-1900) et de sa femme Minna, née Krause (1844–1889). Ses frères et sœurs sont Margarethe (née en 1868), Elisabeth (née en 1869) et Hans (Friedrich Wilhelm Adalbert) (né en 1870).
Priesdorff se marie le 5 octobre 1912 à Berlin avec Wera Foerster (née le 18 mai 1892 à Freyburg et mort le 12 avril 1986 à Hanovre), fille du propriétaire de l'usine et conseiller commercial Rudolf Foerster et Olga Minlos. Comme le couple a sept filles, la lignée s'éteint avec lui.

## Biographie
De 1892 à 1900, Priesdorff est cadet à Oranienstein (de) et Lichterfelde et, à ce titre, est employé comme page à la cour impériale de Berlin en 1899 et 1900. Après le lycée en janvier 1900, il s'engage en février de la même année comme enseigne dans le 1er régiment de grenadiers à Stettin. Il étudie à l'École de guerre (de) de Dantzig d'avril à décembre de la même année. En janvier 1901 il est fait lieutenant dans le 2e régiment de grenadiers, avec brevet daté du 20 juin 1899. De 1905 à 1908, il est adjudant de bataillon et est chargé par son commandant, le colonel Georg Bock von Wülfingen (de), de dresser une liste d'officiers du régiment. Pour la recherche, Priesdorff reste souvent dans les archives de la chancellerie de la guerre secrète, du ministère de la Guerre de Prusse et du grand état-major. Cela suscite son intérêt pour les curriculum vitae de tous les généraux prussiens. Le 1er octobre 1910, il est envoyé à l'Académie de guerre prussienne de Berlin, où il est promu premier lieutenant en 1909. Après avoir obtenu son diplôme en 1910, il retourne le 1er octobre dans son régiment comme adjudant régimentaire. Le 1er octobre 1913, il est promu capitaine, et adjudant  de la 37e brigade d'infanterie à Oldenbourg .
À partir de la fin de 1914, Priesdorff passe la Première Guerre mondiale dans le département central du ministère de la Guerre, et en 1915 en tant qu'aide de camp du chef d'état-major autrichien, Franz Conrad von Hötzendorf. Cela est suivi par la promotion au grade de major et la retraite du service actif. En 1918, il est brièvement évoqué comme successeur du ministre de la Guerre Schëuch. Le 1er avril 1918, il est nommé au département du Reichstag du ministère de la Guerre de Prusse, où, à partir de la fin de juin 1919, il est chef d'état-major du sous-secrétaire Paul Göhre ; plus tard, il est consultant au Reichsabwicklungsamt.
Après l'échec du putsch de Kapp le 17 mars 1920, les officiers hostiles à la république sont démis du service de la Sécurité de Berlin (Sipo) et remplacés par ceux qui sont fidèles au gouvernement. Au cours de cela, Priesdorff est d'abord nommé au poste de chef de service de police et de conseiller privé (commandant) le 23 mars 1920, puis peu après au poste d'inspecteur de la Sécurité de Berlin,.
La tâche de Priesdorff est de dissoudre le Sipo, qui doit être exécuté conformément à un ordre des Alliés de juin 1920. Après son bureau à Berlin, il déménage d'abord dans la maison familiale de sa femme à Freyburg en 1921, et en 1922 il recommence à rechercher des matériaux pour ses œuvres historiques militaires. En tant qu'invité des Archives d'État secrètes, il peut étudier attentivement et copier les dossiers personnels de l'ancienne chancellerie de la guerre secrète.
Le résultat de ces études est l'ouvrage Soldatisches Führertum, présenté en 15 volumes. Dix volumes sont parus, les autres ont survécu sous forme de manuscrits. Celles-ci sont devenues la source la plus importante pour une enquête plus approfondie car les archives de la chancellerie de la guerre secrète ont été en grande partie détruites par les bombardements.
En 1923, Gustav Stresemann le nomme au ministère des Affaires étrangères de Berlin. Au milieu des années 1930, il est bref conseiller historique pour le long métrage Fridericus (1936). 
De retour à Freyburg dès 1943, après la guerre, il devient conseiller municipal de Freyburg, chef des affaires des réfugiés (août 1945 à 1947), juge de paix (1946) et vice-président de la Conseil paroissial de Freyburg. En 1947, il démissionne de tous ses mandats pour des raisons de santé.
Kurt von Priesdorff décède le 5 septembre 1967 à Naumbourg dans la clinique Dr. Schiele. Le 9 septembre 1967, il est enterré dans le nouveau cimetière de Freyburg.

## Honneurs
- Ordre de la Couronne de 4e classe[6]
- Chevalier d'honneur de l'Ordre de Saint-Jean
- Chevalier de 2e classe de l'Ordre d'Albert l'Ours
- Ordre d'Henri le Lion de 4e classe

## Travaux
- Offizier-Stammliste des Grenadier-Regiments König Friedrich Wilhelm IV. (1. Pommerschen) Nr. 2. Mittler, Berlin 1906 (Band 2 erschien 1931 in Stettin, Nachtrag zu Band 2 erschien 1933 bei Mittler in Berlin)
- Mitglieder der Familie von Hertzberg. [Berlin 1929] [Maschinenschrift]
- Seydlitz. Deutsche Verlagsgesellschaft, Berlin 1933
- Geßler. Deutsche Verlagsgesellschaft, Berlin 1934
- von Oppen. Deutsche Verlagsgesellschaft, Berlin 1934
- Prinz Louis Ferdinand von Preußen. Deutsche Verlagsgesellschaft, Berlin 1935
- Soldatisches Führertum. Hanseatische Verlagsanstalt, Hamburg 1935–1942 (10 Bände)
- Scharnhorst. Hanseatische Verlagsanstalt, Hamburg 1937
- Gneisenau. Hanseatische Verlagsanstalt, Hamburg [1939]
- Prinz Eugen. Hanseatische Verlagsanstalt, Hamburg 1940
- Saldern, der Exerziermeister des Großen Königs. Hanseatische Verlagsanstalt, Hamburg 1943